# 斑鳍光鳃鱼

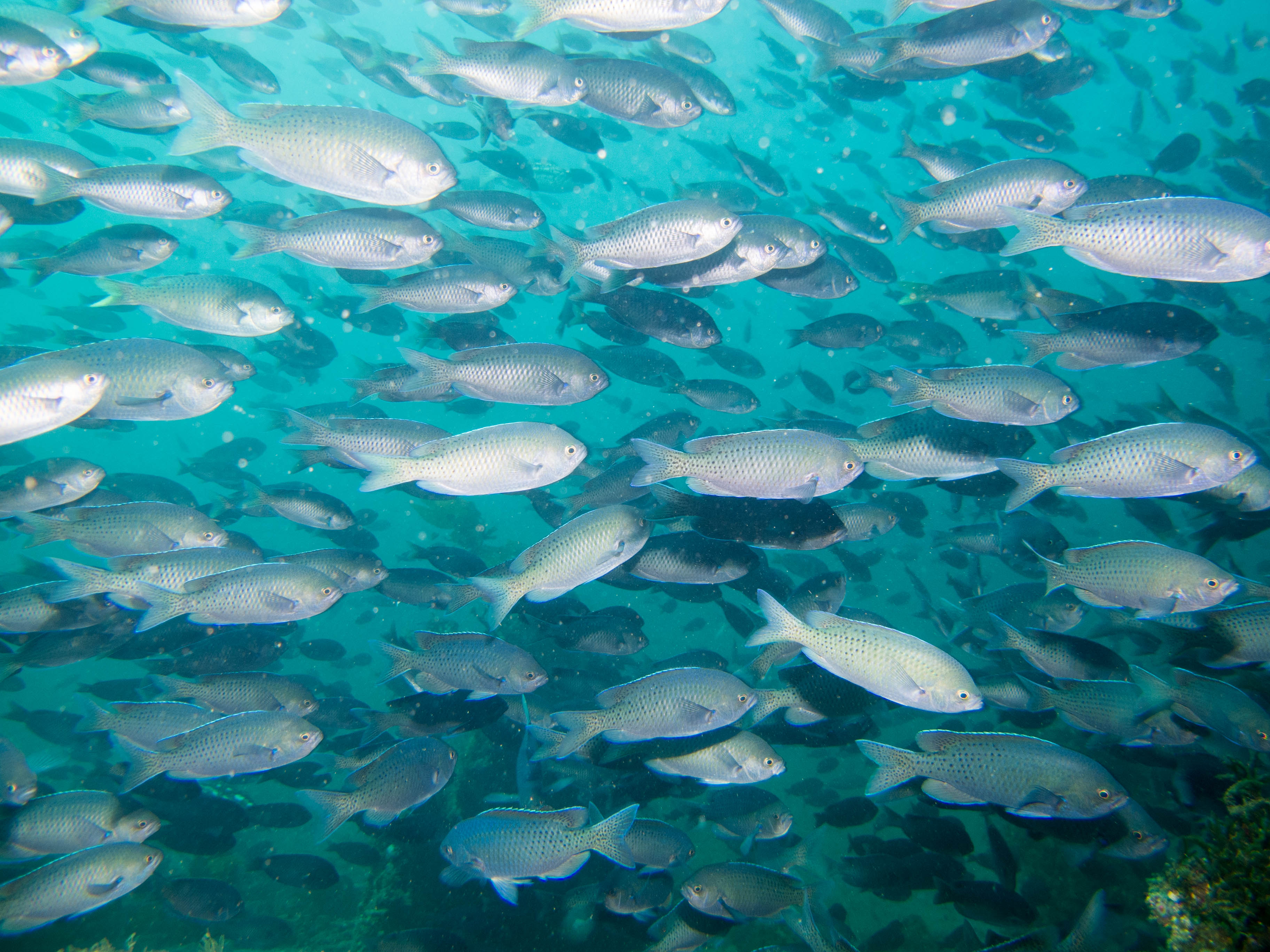
成群的斑鰭光鰓魚在阿納卡帕島外海

斑鳍光鳃鱼（学名：Chromis punctipinnis），又稱斑鰭光鰓雀鯛，为輻鰭魚綱雀鲷科光鳃鱼属的鱼类。分布于东太平洋的美国加利福尼亚州蒙特利湾至墨西哥下加利福尼亚州中部，属于暖水性鱼类，深度2至46公尺，本魚體呈卵圓形且側扁，成魚體藍黑色，尾巴上有小黑點，尾鰭叉形。幼魚有兩種顏色，正面為藍灰色，背面為棕橙色，背鰭硬棘13枚、背鰭軟條11-12枚、臀鰭硬棘2枚、臀鰭軟條10-12枚，體長可達25公分，棲息在岩礁區，成群活動，以浮游生物為食，繁殖期會成對出現，雄魚會守護魚卵直到孵化。